# Iowa Traction Railroad
Die Iowa Traction Railroad (IATR) ist eine US-amerikanische Shortline-Eisenbahngesellschaft in Mason City (Iowa). Das Unternehmen betreibt mit vier Elektrolokomotiven eine 21 km lange Strecke. Diese ist mit einer Oberleitung mit 600 V Gleichstrom elektrifiziert. Die Gesellschaft entstand 1987, um die Mason City Division der Iowa Terminal Railroad zu übernehmen. Transportgüter sind vor allem Nahrungsmittel, Chemikalien und Schrott. Gleisverbindungen hat die Gesellschaft mit der Canadian Pacific Railway und der Union Pacific Railroad.

## Geschichte

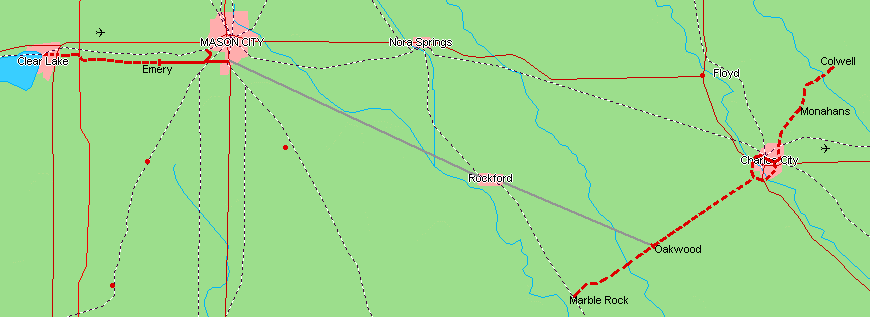
Streckennetz der Iowa Traction Railroad und Vorgänger

Im Jahre 1896 wurde die Mason City & Clear Lake Railway gegründet, um die Stadt mit der Siedlung am Clear Lake zu verbinden. Vom Anfang war die Strecke als elektrische Eisenbahn und nicht als Interurban (Überlandstraßenbahn) geplant. Die Strecke kam 1913 zur United Light & Railroad Company. 1937 wurde der Personenverkehr durch eine Buslinie ersetzt. Am 28. Dezember 1950 erfolgte die Übernahme der Bahnstrecke und der Buslinie aus der Konkursmasse dieser Gesellschaft durch eine neu gegründete Mason City & Clear Lake Railroad (MC&CL). In den 1950er Jahren sank das Verkehrsaufkommen und es gelang nicht, mehr Gewinn einzufahren. 1959 wurde der Busverkehr aufgegeben und ein Jahr später stand auch die Eisenbahnlinie zum Verkauf. Am 16. Dezember 1960 gründete der Detroiter Geschäftsmann Harold C. Boyer die Iowa Terminal Railroad und übernahm am 1. Juli 1961 die MC&CL.
Bis 1963 erwarb Boyer 2/3 des Aktienbesitzes der Charles City Western Railway (CCW), einer benachbarten elektrifizierten Interurban-Strecke von Colwell über Charles City nach Marble Rock. 1963/1964 erfolgte dann die vollständige Übernahme dieser Gesellschaft. Ab diesem Zeitpunkt wurden die beiden Betriebsteile als Mason City Division und Charles City Division bezeichnet. Zwischen ihnen herrschte ein Austausch von Personal, Maschinen und Fahrzeugen, wenn dies notwendig wurde. Im Mai 1963 wurden die Einrichtungen am Clear Lake aufgegeben und 1966 wurde auch der Betrieb durch Clear Lake aufgegeben, so dass die Strecke am Stadtrand endete, um die dortigen Unternehmen zu bedienen. Gleichzeitig begann man an Plänen zu arbeiten, die beiden Netze durch eine Strecke zwischen Mason City und Oakwood zu verbinden. Mit dem Tod von Harold Boyer am 24. Mai 1965 kommen diese Pläne zum Erliegen.
Durch ein Feuer am 23. November 1967 im Fahrzeugschuppen der Mason City Division in Emery und einem Tornado am 15. Mai 1968 in Charles City kommt es zu weitreichenden Änderungen im Betrieb. Da ein Wiederaufbau der zerstörten Oberleitung auf der CCW unwirtschaftlich war, werden die verbliebenen Leitungen abgebaut und die Fahrzeuge nach Mason City umgesetzt, wo sie die durch den Hallenbrand zerstörten Fahrzeugpark ersetzen. In Charles City verbleibt ein Betrieb mit kleineren Diesellokomotiven. Gegen Ende der 1960er Jahre werden wieder Verluste eingefahren. Erst die Ansiedlung neuer Unternehmen in Emery Anfang der 1970er Jahre machen wieder einen gewinnbringenden Betrieb während der nächsten 10 Jahre möglich. Bei der Charles City Division wurde der Betrieb auf  Strecke zwischen Charles City West und Marble Rock aufgrund des schlechten Zustandes sowie der wenigen Kunden 1972 eingestellt. Die Strecke zwischen Monahans und Colwell war bereits 1965 aufgegeben wurde. Als einer der Hauptkunden in Charles City, eine Traktorenfabrik, die Produktion konkursbedingt einstellen musste und auch weitere Unternehmen ihre Produktion reduzierten, hatte dies Auswirkungen auf den Geschäftsbetrieb. Es gelang jedoch immer wieder, auch aufgrund der Deregulierungen im Eisenbahnsektor den Betrieb wirtschaftlich zu gestalten. Anfang 1986 beschlossen die bisherigen Eigentümer, die Gesellschaft zu verkaufen.
Die  verbliebenen Strecken der Charles City Division wurden von der Cedar River Railroad erworben und eine Zeit lang als Industrieanschluss betrieben.
Die Mason City Division wurde vom ortsansässigen David Johnson mit Hilfe lokaler Investoren erworben und als Iowa Traction Railroad weiterbetrieben. 2012 übernahm die Progressive Rail die Bahngesellschaft und betrieb sie als Iowa Traction Railway weiter.

## Fahrzeuge

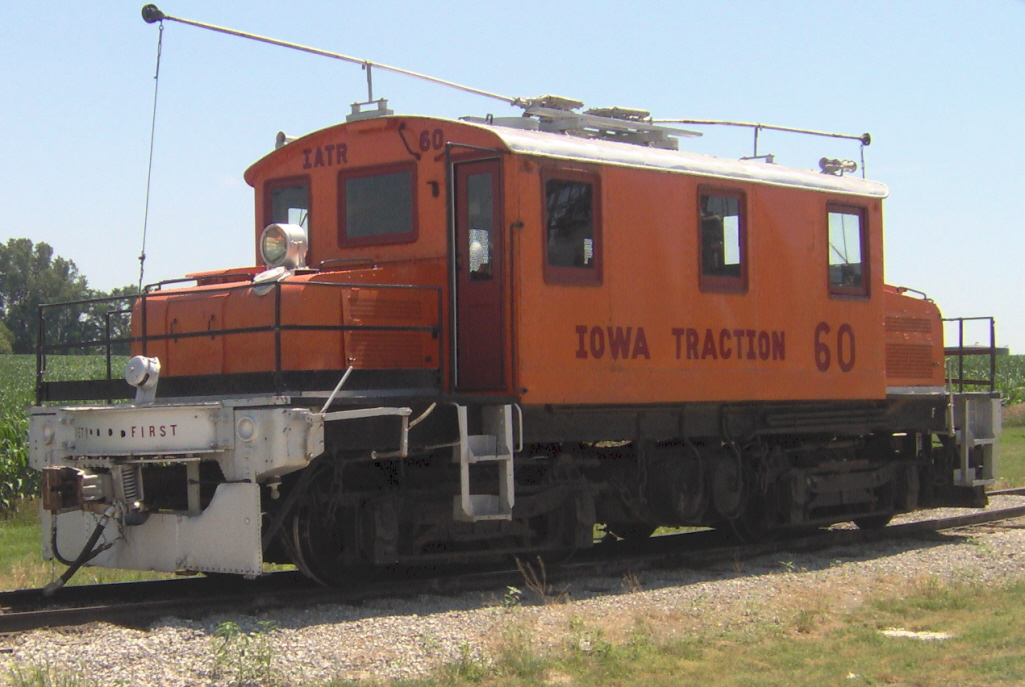
Lok 60 bei Ag Processing Inc. in Mason City (Iowa)

Die heute eingesetzten Fahrzeuge wurden ursprünglich für andere Bahngesellschaften durch Baldwin-Westinghouse gebaut und nachdem diese den elektrischen Betrieb aufgegeben hatten, von der Iowa Terminal erworben.
Die Fahrzeuge mit den Nummern 50 und 51 wurden 1920/1921 gebaut. Sie waren bis Mitte der 1950er Jahre bei der Cedar Rapids & Iowa City Railway im Einsatz und anschließend bei der Kansas City, Kaw Valley & Western Railway. 1963 wurden sie von der Iowa Terminal Railroad erworben.
Die Lok Nummer 54 war von 1923 bis 1968 bei der Southern Iowa Railway im Einsatz und kam dann zur Iowa Terminal.
Lok Nummer 60 wurde 1917 für die Youngstown & Ohio River Railroad gebaut, kam 1932 zur Union Electric Railway und 1948 zur Mason City & Clear Lake Railway.
Zum Fahrzeugpark gehört auch der Triebwagen Nr. 727, der ursprünglich für die Chicago, North Shore & Milwaukee Railroad gebaut wurde. Er dient heute für gelegentliche Touristenfahrten.